# Balance (Film)
Balance ist der Titel eines deutschen Puppentrickfilms von Christoph und Wolfgang Lauenstein aus dem Jahr 1989. Der Film gewann im Jahr 1990 den Oscar als Bester animierter Kurzfilm.

## Handlung
Der Film zeigt eine Gruppe von fünf menschenähnlichen Gestalten, anscheinend schlanke, hochgewachsene, hagere Männer ohne Kopfhaare, die sich auf einer frei schwebenden quadratischen Plattform befinden. Auf ihren Rücken tragen sie (offenbar zufällige) Nummern (23, 35, 51, 75, 77), woran man sie unterscheiden kann. Bei Bewegungen müssen sie darauf achten, die Balance zu halten, da die Platte sich sonst neigt und sie hinunterstürzen.
Die Gestalten schieben dann teleskopartige Stäbe aus und angeln mit diesen von der Plattform. Einer Figur (51) gelingt es, eine Art Kiste oder Truhe herbeizuziehen. Aus dieser erklingt – ähnlich wie bei einer Spieluhr – leise Musik, wenn man sie aufzieht. Die Kiste rutscht sehr leicht auf der Platte umher, so dass die Gestalten mit ihrer Position das Gewicht der Truhe ausgleichen müssen, da sonst die Platte kippen und alle hinunterfallen würden. Andererseits möchte aber jede der Gestalten die Truhe am liebsten für sich allein haben.
In der Folge wechselt die Truhe mehrmals den Besitzer (51, 77, 51, 23, 35, 51). Schließlich kämpfen die Figuren (51 und 75) miteinander, wodurch 23 die Kiste zufällt, der zur Musik tanzt. Um diese nicht mehr zu verlieren, setzt er sich auf die Kiste und rammt damit 35, der als erster von der Plattform fällt. Bei der nächsten Ausgleichsbewegung rutscht 51 aus und hängt mit beiden Armen an der Platte. 75 stößt 77 um, der sich aber noch fangen kann. 23 rammt 77 mit der anrutschenden Kiste derart, dass er von der Plattform fällt. Durch die wiedereinsetzende Ausgleichsbewegung der Plattform verliert dann auch 75 das Gleichgewicht und stürzt von der Plattform. Nachdem 23 mit der Kiste nun in die eine Ecke der Plattform rutscht, verlässt er diese, um als Gegengewicht in die andere Ecke zu laufen. Dort hängt immer noch 51, der sich grade bemüht auf die Plattform zu gelangen. 23 stößt ihn mit einem Fußtritt von der Platte.
Man sieht nun in einer Totalen, dass sich die Platte mit 23 am einen und der Kiste am gegenüberliegenden Rand im Gleichgewicht befindet. Um das Gleichgewicht zu halten, muss die letzte Figur auf ihrer Position, weit entfernt von der Kiste, verharren; schließlich verklingt die Musik aus der Kiste.

## Kritik und Hintergrund
Der Film entstand an der Kunsthochschule Kassel. Er erzeugt mit geringem Aufwand eine unheimliche, surreale Atmosphäre. Dabei vermittelt er trotzdem eine universal verständliche Botschaft.
Der Film war 1990 Teil des von der Popgruppe Alphaville initiierten Kurzfilmprogramms Songlines, in dessen Rahmen er mit dem Lied Middle of the Riddle unterlegt war.
Der Film wird von der Bundeszentrale für politische Bildung empfohlen. Im Haus der Geschichte in Bonn läuft er in einer Endlosschleife am Schluss der Dauerausstellung. Man kann die Figuren, Kiste, Platte und den Oscar für diesen Film im Düsseldorfer Filmmuseum besichtigen.
Für den Film Balance hat das Akustik-Duo Piano meets Vibes eine Filmmusik komponiert, welche am 24. April 2003 im Kino Hoffnung in Lübeck, im Rahmen einer Tournee, live uraufgeführt wurde.

## Auszeichnungen (Auswahl)
- 1989: Deutscher Filmpreis in Silber
- 1990: Oscar in der Kategorie Bester animierter Kurzfilm
- 1990: Besondere Erwähnung der Jury des Festival du Court-Métrage de Clermont-Ferrand
- 1990: Festivalpreis des Hiroshima Kokusai Animation Festivals, Kategorie Filmlänge 5 bis 15 Minuten
- 1990: OIAF Award des Ottawa International Animation Festivals, Kategorie Filmlänge unter 10 Minuten